# 国吉なおみ
国吉 なおみ（くによし なおみ）は日本の歌手。沖縄県石垣市出身。尚美学園短期大学声楽科卒業。オペラに出演したり、小中学校でコンサート活動をしながら、音楽教室でも教えている。音楽グループ「ピアチェーレ」のメンバー。

## アルバム
- 花風歌
- 月桃（映画『GAMA 月桃の花』主題歌） - TBS「筑紫哲也ニュース23」の 1996年7 - 9月のエンディング・テーマとして放送された。
- きよら - 2005年